# Google TV
Google TV ist eine Benutzeroberfläche für das Betriebssystem Android TV sowie eine zugehörige App mit gleichem Namen (ehemals Play Filme und Serien). Anbieter ist das Technologieunternehmen Google. Google TV führt Inhalte verschiedener Streaming-Plattformen wie Netflix, Disney+, Prime Video und Joyn zusammen und macht diese durchsuch- und organisierbar. Daneben gibt es Inhalte aus Googles eigenem Video-on-Demand-Angebot.
Google TV ist als Oberfläche für Android TV auf dem Chromecast-Stick (4. Generation) installiert und ist zudem vorinstalliert auf Smart-TV-Geräten erhältlich.
Von 2011 bis 2014 existierte schon einmal eine Plattform unter dem Markennamen Google TV. Diese wurde 2014 durch Android TV abgelöst.

## Geschichte

### Google TV als Plattform für Set-Top-Boxen
Im Jahr 2010, zum Zeitpunkt der Entwicklung von Google TV, verfügten die meisten ans Internet anschließbaren Fernsehgeräte nur über spezifische Programme für Zugriffe auf einige Web-Inhalte wie YouTube-Videos oder Picasa-Fotoalben oder speziell für diese Applikationen bereitgestellten Web-Content, zum Beispiel Online-Spiele oder Nachrichten. Leistungsfähige Browser, die durch hohe Kompatibilität einen Zugriff auf alle gängigen Inhalte des World Wide Web erlauben, hatten keine nennenswerte Verbreitung.
2011 startete Google Google TV als Software-Plattform für Set-Top-Boxen und HDTV-Fernsehgeräte auf Basis seines Betriebssystems Android. Es entstand als Gemeinschaftsentwicklung der Unternehmen Google, Intel, Sony und Logitech (Letzteres gab bereits im November 2011 seinen Ausstieg bekannt). Das Projekt wurde von den beteiligten Partnern am 20. Mai 2010 offiziell vorgestellt. Google TV sollte die Anwendungsbreite durch leistungsfähige und kompatible Webbrowsers Google Chrome und durch Flash-Unterstützung erweitern,. Außerdem sollten Benutzer mit einer Suchmaschine neben der klassischen Suche auf Webseiten auch online verfügbare Video-Inhalte durchsuchen können, also Videoinhalte und laufende Fernsehprogramme. Fernsehen und Web sollen miteinander verschmelzen. Google TV sollte auch schon in der ursprünglichen Version die Sehgewohnheiten analysieren und Vorlieben erkennen, um individuelle Programmtipps zu erstellen. Außerdem wollte Google eine Open-Source-Plattform bereitstellen, die Entwicklern die Erstellung spezieller Widgets für Google TV erlauben sollte. Damit sollten die Benutzer ihre Fernsehgeräte an ihre individuellen Bedürfnisse anpassen können. Hierzu sollte das Betriebssystem Android entsprechend erweitert werden.
Am 8. September 2010 verkündete Google, den Dienst im Jahr 2011 weltweit starten zu wollen. Am 20. Dezember 2010 wurde bekannt, dass sich die Einführung von Google TV verzögerte. Mögliche Gründe hierfür waren schlechte Rezensionen in der Presse, technische Probleme und ein zu geringes Angebot an TV-Inhalten.
Nach Angaben von Google sollte Google TV nicht nur in Set-Top-Boxen für normale Fernseher implementiert werden, sondern auch als Modul künftiger Fernsehgeräte und Blu-ray-Spieler von Sony. Das kleinste Modell der von Sony vorgestellten Geräte hatte eine Bildschirmdiagonale von 24 Zoll. Es sollte für knapp 600 US-Dollar zu erwerben sein. Die Set-Top-Box erschien unter dem Namen NSZ-GS7 im September 2012 für etwa 200 Euro. Der Blu-ray-Player mit Google-TV-Funktionen NSZ-GS9 sollte Ende 2012 für etwa 300 Euro erhältlich sein.
Dem Hardwarepartner Logitech brachte das Engagement für Google TV 100 Millionen Dollar Verlust ein.
Da die Navigation für einen Fernseher ungeeignet war und der Funktionsumfang kaum dem proprietärer Systeme der TV-Hersteller entsprach, stellte Google die Entwicklung im Jahr 2014 ein und konzentrierte seine Aktivitäten auf Android TV. Außerdem stellte Google mit Chromecast im Juli 2013 ein alternatives TV-Streaming-Modell vor.

### Google TV als Betriebssystem-Oberfläche
Am 30. September 2020 stellte Google in einer Online-Präsentation ein neues Produkt unter dem ehemaligen Markennamen Google TV vor. Es handelt sich um eine Oberfläche für Android TV, die auf dem Smart-TV-Stick Chromecast (4. Generation) installiert ist. Diese führt Inhalte verschiedener Plattformen wie YouTube, Netflix und Prime Video zusammen und macht diese durchsuch- und organisierbar.

## Konzept
Google TV ist eine Benutzeroberfläche für Smart-TV-Geräte sowie eine App für Mobilgeräte. Google TV soll Inhalte verschiedener Streaming-Plattformen wie Netflix, Prime Video, Disney Plus oder Googles eigenem Dienst YouTube zentral durchsuchbar und organisierbar machen, zum Beispiel durch eine zentrale Liste (Watchlist).